# Décès en octobre 1993
Décès
- 1989
- 1990
- 1991
- 1992
- 1993
- 1994
- 1995
- 1996
- 1997

Pour une information complémentaire, voir la page d'aide.

| Date       | Nom                         | Activités                                                           | Âge | Source |
| ---------- | --------------------------- | ------------------------------------------------------------------- | --- | ------ |
| 1 octobre  | Božo Janković               | joueur et entraîneur de football yougoslave                         | 42  | (sr)   |
| 2 octobre  | Ahmed Abdul Malik           | contrebassiste de jazz américain                                    | 66  |        |
| 2 octobre  | Victor Sevastianov          | footballeur et peintre soviétique puis ukrainien                    | 70  | (en)   |
| 5 octobre  | Karl G. Henize              | astronaute américain                                                | 66  |        |
| 5 octobre  | Francesco Carpino           | cardinal italien, archevêque de Palerme                             | 88  |        |
| 5 octobre  | Martin Auguste Winterberger | seul Français évadé du camp de concentration de Natzweiler-Struthof | 75  |        |
| 6 octobre  | Victor Razafimahatratra     | cardinal malgache, jésuite et archevêque de Tananarive              | 72  |        |
| 10 octobre | John Bindon (en)            | acteur britannique                                                  | 50  |        |
| 11 octobre | Léon-Paul Ménard            | coureur cycliste français                                           | 47  |        |
| 12 octobre | Leon Ames                   | acteur américain                                                    | 91  |        |
| 12 octobre | Patrick Holt                | acteur britannique                                                  | 81  | (en)   |
| 14 octobre | Nikolai Baskakov            | peintre soviétique puis russe                                       | 75  |        |
| 14 octobre | Harald Hennum               | footballeur international norvégien                                 | 65  |        |
| 20 octobre | Milan Konjović              | peintre serbe puis yougoslave                                       | 95  |        |
| 20 octobre | Chaïa Melamoud              | peintre et graphiste russe                                          | 82  |        |
| 20 octobre | Pierre-Michel Pango         | prêtre catholique et compositeur ivoirien                           | 65  |        |
| 20 octobre | Yasushi Sugiyama            | peintre japonais des ères Shōwa et Heisei                           | 84  | (en)   |
| 21 octobre | Pierre Gilles               | peintre français                                                    | 80  |        |
| 21 octobre | Melchior Ndadaye            | président du Burundi                                                | 40  |        |
| 23 octobre | Sonia Hansen                | peintre franco-danoise                                              | 91  |        |
| 24 octobre | Jo Grimond                  | homme politique britannique                                         | 80  | (en)   |
| 24 octobre | Naomi Overend               | philanthrope irlandaise                                             | 93  | (en)   |
| 25 octobre | Vincent Price               | acteur américain                                                    | 82  |        |
| 28 octobre | Émile Chambon               | peintre, graveur et dessinateur suisse                              | 88  |        |
| 30 octobre | Paul Grégoire               | cardinal canadien, archevêque de Montréal                           | 82  |        |
| 30 octobre | Pauli Jørgensen             | footballeur international danois devenu entraîneur                  | 87  |        |
| 30 octobre | Jacques Koslowsky           | peintre américain d'origine lituanienne                             | 89  | (en)   |
| 31 octobre | River Phoenix               | acteur américain                                                    | 23  |        |
| 31 octobre | Federico Fellini            | réalisateur italien                                                 | 73  |        |
| 31 octobre | Ramón Campabadal            | footballeur et pelotari espagnol                                    | 84  |        |